# Emily Nakalema
Emily Nakalema est une boxeuse ougandaise. Elle a remporté deux médailles de bronze : l'une aux championnats d'Afrique de boxe amateur 2023 à Yaoundé au Cameroun et l'autre au tournoi de qualification olympique de boxe africaine 2020 à Diamniadio au Sénégal.

## Biographie
Emily Nakalema est née Emily Kyomugisha de Samuel et Teopista Kyomugisha à Mbarara le 20 janvier 1994. Elle est la troisième d'une famille de cinq enfants. Elle a fréquenté l'école primaire de Kulumba, puis elle a rejoint l'école secondaire Allied pour sa première année d'études secondaires. Elle a ensuite été admise au Citizen High School de Mbarara grâce à une bourse sportive, après quoi elle a abandonné l'école en 2016 et a déménagé dans la ville de Kampala.

## Carrière

### De footballeuse à boxeuse
Emily Nakalema débute dans l'univers sportif par le football. Elle joue pour Mbarara United FC lors de tournées régionales avant de déménager à Kampala. Elle se lance dans la boxe en 2018. Elle évolue dans la division des poids welters. Elle boxe dans un club local, le Katwe Boxing Club. Elle représente l'Ouganda au niveau régional et continental. En juillet 2019, elle est désignée capitaine de l'équipe nationale féminine de boxe ougandaise, les She Bombers. Elle assume ce rang lors des championnats d'Afrique de boxe amateur 2023. 

### Double médaillée de bronze
En vue des qualifications aux Jeux olympiques d'été de 2020 à Tokyo, elle prend part au tournoi de qualification olympique de boxe anglaise pour le continent africain. Elle obtient la troisième place de la catégorie des moins de 69 kg. Ce résultat n'est pas suffisant pour lui permettre de faire partie de l'équipe de l'Ouganda aux Jeux olympiques d'été de 2020,. 
Lors des championnats d'Afrique de boxe amateur se déroulant du 28 juillet au 6 août 2023 à Yaoundé, elle défend le drapeau ougandais. En demi-finale, dans la catégorie 63-66 kg Welter, elle est défaite par Ivanusa Gomes Moreira du Cap-Vert, future médaillée d'or de la compétition. Elle occupe la troisième place du podium aux côtés de la camerounaise Mireille Noelle Bindzi Ongbibou.  

### Ambassadrice de la masculinité positive
En juillet 2019, ONU Femmes et ONUSIDA ont signé un partenariat d'une valeur de 30 000 dollars avec la Fédération ougandaise de boxe pour promouvoir une masculinité positive pour l'autonomisation des femmes et mettre fin à la violence contre les femmes et les filles. Ce partenariat crée un cadre donnant aux boxeurs l'occasion d’œuvrer en ambassadeurs d'une masculinité positive. Emily Nakalema, en tant que capitaine des She Bombers, devient l'un des porte-étendards de cette lutte pour la promotion des droits des femmes. Les boxeuses ont un rôle fondamental à jouer dans la promotion de la masculinité positive en raison du fait que beaucoup parmi elles ont porté les gants de boxe pour se protéger de violences sexistes ou de violences conjugales,.      

## Palmarès
| Année | Compétition                                                          | Lieu       | Rang |
| ----- | -------------------------------------------------------------------- | ---------- | ---- |
| 2020  | Tournoi de qualification olympique de boxe anglaise - zone africaine | Diamniadio | 3e   |
| 2023  | Championnats d'Afrique de boxe amateur 2023                          | Yaoundé    | 3e   |